# Fátima Story
Fátima Story (1976) é um documentário de longa-metragem de António de Macedo, um filme da cooperativa Cinequanon. Desmistifica o fanatismo reinante dos peregrinos de Fátima, que contrasta com as crenças progressistas da Revolução dos Cravos.

## Sinopse
Vários lugares santos atraem em todas as épocas milhares de peregrinos, em rituais festivos marcados por exacerbadas crenças: Compostela, Lourdes, Fátima. Segue a pé a multidão os longos caminhos que a conduz aos sagrados encontros.
O Povo e a Igreja. Santuário de Fátima, Portugal, ano de 1975, em pleno PREC: é a grande peregrinação. São recebidos os pobres peregrinos com assistência médica e espiritual, vários hotéis e muito comércio. Da análise do seu comportamento e das atitudes de entidades e instituições que os assistem dá este filme uma imagem crítica.

## Ficha técnica
- Realização – António de Macedo
- Produção – Cinequanon
- Director de produção – Leonel Brito
- Rodagem – Maio / Outubro / 75
- Fotografia – Pedro Efe
- Director de som – José de Carvalho
- Montagem – Manuela Moura
- Formato – 16 mm p/b
- Género – documentário (cinema militante)
- Duração – 103’
- Distribuição – Cinequanon

## Enquadramento histórico
O filme foi hostilizado e marginalizado. Pelo seu propósito interventivo, enquadra-se na categoria de cinema militante, prática recorrente dos Kinoks portugueses da geração dos anos setenta. Em curtas, médias e longas-metragens, explorando os métodos do cinema directo, ocupando o seu espaço entre as obras pioneiras do novo cinema, o género prolifera no terreno fértil de Portugal, na segunda metade da década.

## Festivais
- Mostra de Cinema de Intervenção – Portugal 76 (Estoril)